# Apostolove
Аpóstolove (ukrainsk: Апо́столове, tr. Apóstolove, ukrainsk udtale: [ɐˈpɔstolowe]  ( hør); russisk: Апо́столово, tr. Apóstolovo) er en by i den sydlige del af Ukraine med 13.069 (2022) indbyggere.
Apostolove ligger i det ukrainske oblast (region) Dnipropetrovsk oblast, ca. 160 km sydvest for oblastens hovedby Dnipro. Den blev grundlagt i 1793  og fik bystatus i 1956.